# Tawera lagopus
Tawera lagopus је врста морских шкољки из рода Tawera, породице Veneridae, тзв, Венерине шкољке. Таксон се сматра прихваћеним.